# Wazir Akbar Khan
Wazīr Akbar Khān (1816-1845; en pastún: وزير اکبر خان), nacido como Mohammad Akbar Khān (محمد اکبر خان) y también conocido como Amīr Akbar Khān (امير اکبر خان), fue un príncipe afgano, general, y finalmente emir durante tres años hasta su muerte. Su fama comenzó con la batalla de Jamrud (1837), mientras intentaba recuperar la segunda capital afgana de Peshawar del ejército sij de Punyab.
Wazir Akbar Khan fue activo militarmente en la primera guerra anglo-afgana (1839-1842). Es notable por su liderazgo en el frente nacional en Kabul desde 1841 hasta 1842, y en la masacre del ejército de Elphinstone en el paso Gandamak antes de que el único sobreviviente, el cirujano asistente William Brydon, alcanzara la asediada guarnición en Jalalabad, el 13 de enero de 1842. Wazir Akbar Khan se convirtió en emir de Afganistán en mayo de 1842, y gobernó hasta su muerte en 1845.

## Primeros años
Akbar nació como Mohammad Akbar Khan en 1816, hijo del emir Dost Mohammed Barakzai de Afganistán y Mermən Khadija Popalzai. Dost Mohammed Barakzai tuvo dos esposas, ocho hijos (incluyendo Wazir Akbar Khan) y dos hijas.

## Vida adulta
En 1836 las fuerzas musulmanas de Dost Mohammed Barakzai, bajo las órdenes de su hijo Wazir Akbar Khan, lucharon contra los sijs en la batalla de Jamrud, que tuvo lugar a quince kilómetros al oeste de la actual Peshawar. Dost Mohammed Barakzai no llevó a cabo su triunfo tras retomar Peshawar; en cambio, se contactó con lord Auckland, el nuevo gobernador general de la India británica, para ayudar en el enfrentamiento con los sijs. Con esta carta, Dost Mohammed estableció formalmente el escenario para la intervención británica en Afganistán. En el corazón del Gran Juego puso la buena voluntad de Gran Bretaña y Rusia para sojuzgar, administrar o subyugar los pequeños estados independientes que tenían entre ellos.
Akbar Khan lideró una revuelta en Kabul en contra de la misión indo-británica de William McNaughten, Alexander Burnes, y su guarnición de 4500 hombres. En noviembre de 1841, sitió al ejército del comandante en general William Elphinstone en Kabul.
Elphinstone aceptó un salvoconducto para su ejército británico y alrededor de 12 000 seguidores de campo indio a Peshawar; fueron emboscados y aniquilados en enero de 1842. Se afirmó al menos en una de las memorias de guerra británica que, Akbar Khan pudo haber escuchado las órdenes hechas por sus hombres de forma alternada, en persa para desistir, y en pastún para seguir atacando.
Los historiadores piensan que es poco probable que Akbar Khan deseara la total aniquilación del ejército indo-británico. Políticamente un hombre astuto, pudo haberse percatado de permitir a los guías indo-británicos en liberarlos de Afganistán, otorgándoles el tiempo para consolidar su control de las diversas tribus de la colina; mientras que una masacre de 16 500 personas, en el que solo un cuarto era fuerza de combate, no pudieron resistir más allá en Londres y debió resultar en otro, como retribución exacta el envío de un gran ejército. Esto fue un hecho que sucedió el año siguiente.
En mayo de 1842, Akbar Khan capturó Bala Hissar en Kabul y se convirtió en el nuevo emir de Afganistán. Gobernó hasta su muerte en 1845. Algunos creen que Akbar Khan fue envenenado por su padre, Dost Mohammed Barakzai, quien temía por sus ambiciones.

## En ficción
La figura histórica de Akbar Khan juega un papel principal en la novela de George MacDonald Fraser, Flashman.